# Raposa-das-estepes
A raposa-das-estepes (Vulpes corsac) é uma "raposa-verdadeira" de tamanho médio encontrada nas estepes, semidesertos e desertos da Ásia Central, indo até a Mongólia e o nordeste da China. Desde 2004, é classificada como "pouco preocupante" pela IUCN, mas as populações flutuam significativamente e os números podem cair dez vezes em um único ano.

## Descrição
A raposa-das-estepes é um canídeo de tamanho médio, com cabeça e comprimento do corpo de 45 a 65 cm, e o comprimento da cauda, de 19 a 35 cm. Os adultos pesam de 1,6 a 3,2 kg. A cor da pelagem varia com as estações, mas em geral varia de cinza a cinza-avermelhado em grande parte do corpo. A área ao longo da espinha é ligeiramente mais escura.  Os flancos são de cor clara, os membros são amarelo-vermelho lateralmente, amarelo-branco medialmente. Queixo, garganta e tórax são de um tom amarelado a branco puro, e a região abdominal nunca é preta.
O focinho é fino, pontiagudo e marrom-avermelhado a cinza-palha. As orelhas grandes são cinza-amarelado a cinza-ruivo posteriormente, amarelo-esbranquiçado a branco anteriormente. Comparada com outras raposas, ela tem dentes pequenos e crânio largo. A cauda é amarelo-palha com uma lateral inferior, com a ponta marrom ou preta e uma mancha preta na glândula caudal. No inverno, a pelagem torna-se densa e macia, e é de cor cinza-palha com uma linha castanha mediana, enquanto no verão é mais curta e grossa e a cauda é bem menos espessa.

## Distribuição e habitat
A distribuição das raposas-das-estepes se estende por grande parte da Eurásia, principalmente nas estepes e nos semidesertos do centro e do nordeste da Ásia. São encontradas em todo o Cazaquistão, Uzbequistão e Turcomenistão, e na maior parte da Mongólia, exceto as regiões mais ao norte. Seu alcance se estende ao sul para o centro-norte do Afeganistão, nordeste do Irã, oeste do Tadjiquistão, norte do Quirguistão e China, e eles também podem ser encontrados nas estepes da Rússia, incluindo a região sul da Sibéria Ocidental. Na Europa, sua distribuição atinge a região de Samara, o Tartaristão ao norte, e o norte do Cáucaso ao sul.
Três subespécies são reconhecidas atualmente:
- Vulpes corsac corsac (Linnaeus, 1768) - norte do Cazaquistão, sul da Sibéria
- V. c. kalmykorum (Ognev, 1935) - norte do Uzbequistão, Cáucaso
- V. c. turkmenicus (Ognev, 1935) - sul do Uzbequistão, Turcomenistão, China, Mongólia e regiões vizinhas

Essas raposas habitam estepes gramadas abertas e semidesertos e evitam a vegetação densa e as regiões montanhosas. Desertos verdadeiros com areias flutuantes também são evitados, assim como campos de neve, com cerca de 15 cm de profundidade. Corsac foxes generally stay far away from human disturbances.

## Comportamento

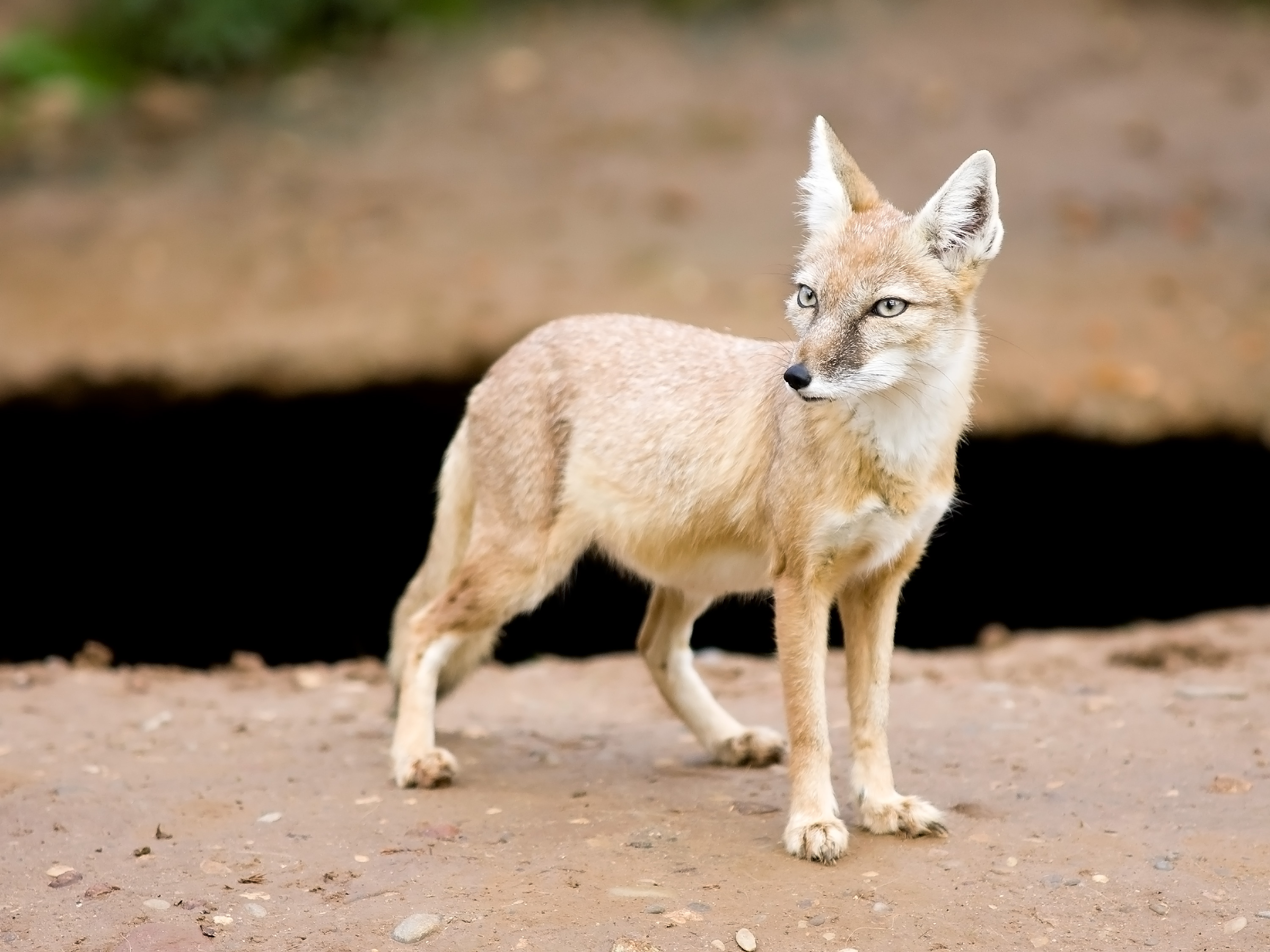
Raposa-das-estepes com sua pelagem de verão

Como uma adaptação ao clima árido em que vivem, as raposas-das-estepes podem ficar sem comida e água por longos períodos de tempo. A raposa-das-estepes é uma forrageadora e caçadora oportunista. Sua dieta varia em toda a sua extensão, mas consiste principalmente de pequenos e médios vertebrados, insetos e pequenos roedores. Também se alimenta de forma oportunista de presas maiores, incluindo lebres e pikas. Ele procura carniça e lixo humano também. Embora predominantemente carnívoro, ocasionalmente come frutas e outras vegetações, especialmente durante o inverno, quando a disponibilidade de presas animais é baixa. Predadores naturais da raposa-das-estepes incluem o lobo-cinzento, o bufo-real e a águia.
A raposa-das-estepes é um caçador noturno e nômade. Não é particularmente territorialista e, ao contrário de algumas raposas, às vezes forma matilhas. A atividade diurna é mais comum nos momentos em que os filhotes precisam ser alimentados e quando a comida é escassa, como durante o inverno. Como não pode caçar em neve profunda, se abriga em tocas durante o clima adverso ou, nas partes do norte de sua área de distribuição, migra até 600 km sul no inverno. Foi relatado que segue manadas de antílopes locais, contando com eles para comprimir a neve à medida que passam. A raposa cava suas próprias tocas, que geralmente são rasas, mas também toma conta das tocas de outros animais, como marmotas, esquilos terrestres ou texugos. As tocas mais densas podem ter várias entradas, mas geralmente têm menos de 1 m de profundidade. A toca é compartilhada entre os grupos sociais, com várias tocas e orifícios de conexão. Eles são excelentes escaladores, mas correm lentos e podem ser pegos facilmente por um cachorro. Embora sejam majoritariamente noturnas na natureza, em cativeiro podem exibir maior atividade diurna.

## Reprodução e ciclo de vida
A época de acasalamento começa em janeiro e termina em março. Os machos inicialmente lutarão pelo acesso às fêmeas, mas eventualmente estabelecerão um vínculo monogâmico e ajudarão na criação de seus filhotes. A mãe inicialmente cria uma toca de parto, que às vezes é compartilhada com outras grávidas, mas move seus filhotes para novas tocas várias vezes após o nascimento.
Normalmente, dois a seis filhotes nascem após um período de gestação de 52 a 60 dias, embora tenham sido relatados casos de dez filhotes nascidos em uma única ninhada. Os filhotes recém-nascidos pesam cerca de 60 g e têm pelos fofos e castanhos-claros que ficam amarelados à medida que envelhecem. Eles nascem cegos e abrem os olhos por volta das duas semanas de idade; começam a comer carne às quatro semanas e saem da toca pouco depois. As raposas atingem a maturidade sexual dentro de 9 a 10 meses e se reproduzem no segundo ano de vida. Vivem até 9 anos na natureza.

## Conservação
A principal ameaça à raposa-das-estepes é a caça furtiva, uma vez que é uma espécie valiosa com peles e foi colhida por humanos desde a Idade do Bronze para subsistência e fins comerciais. Tradicionalmente, a raposa-das-estepes é frequentemente caçada com cães domésticos treinados, falcões-sacre e águias-douradas, bem como capturada com armadilhas e armas de fogo. No final do século XIX, até 10.000 raposas eram mortas anualmente para o comércio de peles. A população em geral permanece saudável, no entanto, uma vez que a raposa-das-estepes provou ser capaz de suportar grandes pressões de caça, e seus habitats permanecem intactos devido à baixa densidade populacional humana em sua distribuição.. Outras ameaças incluem  a perda de habitat; o declínio das marmotas também pode impactar as espécies em algumas áreas, como costuma usar tocas de marmota como locais de descanso diurno. Em 2014, a espécie foi listada como menos preocupante na Lista Vermelha da IUCN.